# サイレント・クライ
サイレント・クライ(Silent Cry)は、イギリスのロックバンド、フィーダーの6枚目のアルバム。2008年6月18日発売。
前作・前々作の特徴だったメロディーの美しさに加え、バンド初期からの持ち味であるギターサウンドを前面に押し出した楽曲が特徴となっている。

## 収録曲
1. ウィ・アー・ザ・ピープル(We Are The People)
2. イツモ(Itsumo)
3. ミス・ユー(Miss You)
4. トレイシング・ラインズ(Tracing Lines)
5. サイレント・クライ(Silent Cry)
6. ファイアーズ(Fires)
7. ヘッズ・ヘルド・ハイ(Heads Held high)
8. 8:18(8:18)
9. フーズ・ジ・エネミー(Who's The Enemy)
10. スペース(Space)
11. イントゥ・ザ・ブルー(Into The Blue)
12. ガイデッド・バイ・ア・ヴォイス(Guided By A Voice)
13. ソノラス(Sonorous)
14. ヤー・ヤー(Yeah Yeah)（デラックス・エディションのみ収録ボーナストラック）
15. エヴリ・ミニット(Every Minute)（デラックス・エディションのみ収録ボーナストラック）
16. コーリング・アウト・フォー・デイズ(Calling Out For Days)（日本盤ボーナストラック）